# Hanns Koerfer
Hanns Koerfer (* 15. März 1909 in Köln; † 10. August 1994 ebenda) war ein deutscher Architekt.

## Leben
Koerfer wurde als Sohn des Architekten Jacob Koerfer geboren. Nach seinem Abitur in Köln und dem anschließenden Studium an der Technischen Hochschule Braunschweig machte er sich 1935 in seiner Heimatstadt selbständig. Von 1958 bis 1978 arbeitete er zusammen mit Hans Menne in der Bürogemeinschaft Koerfer und Menne. Hanns Koerfers jüngerer Bruder Franz (1913–1993) wirkte ebenfalls als Architekt in Köln. Ein anderer Bruder ist der Unternehmer und Kunstsammler Jacques Koerfer (1902–1990).
Hanns Koerfer war mit Anna Maria geborene Friediger (1910–1996) verheiratet. Er starb 1994 im Alter von 85 Jahren. Die Grabstätte der Eheleute befindet sich auf dem Kölner Melaten-Friedhof.

## Baustil

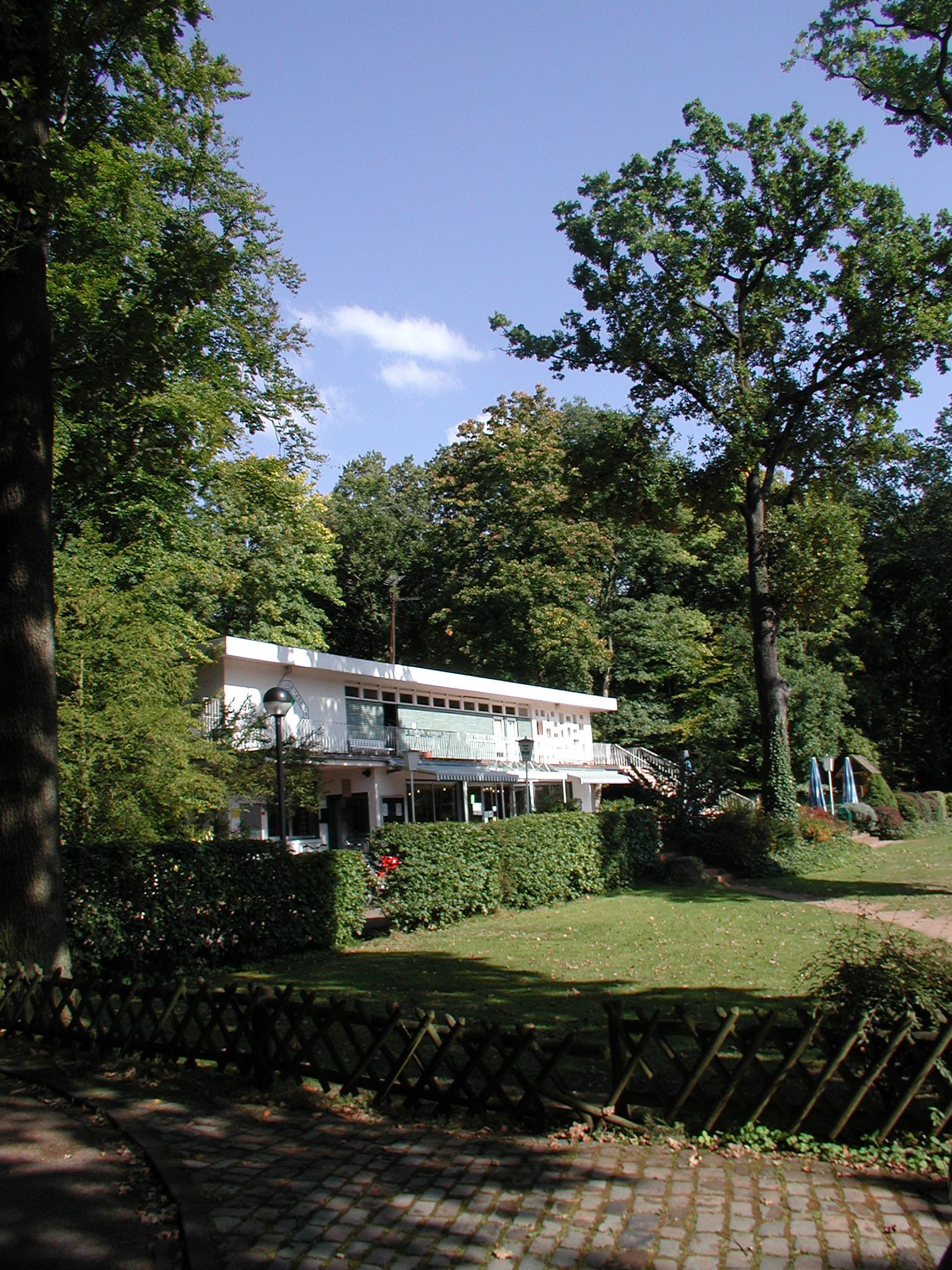
Clubhaus KTHC im
Kölner Stadtwald

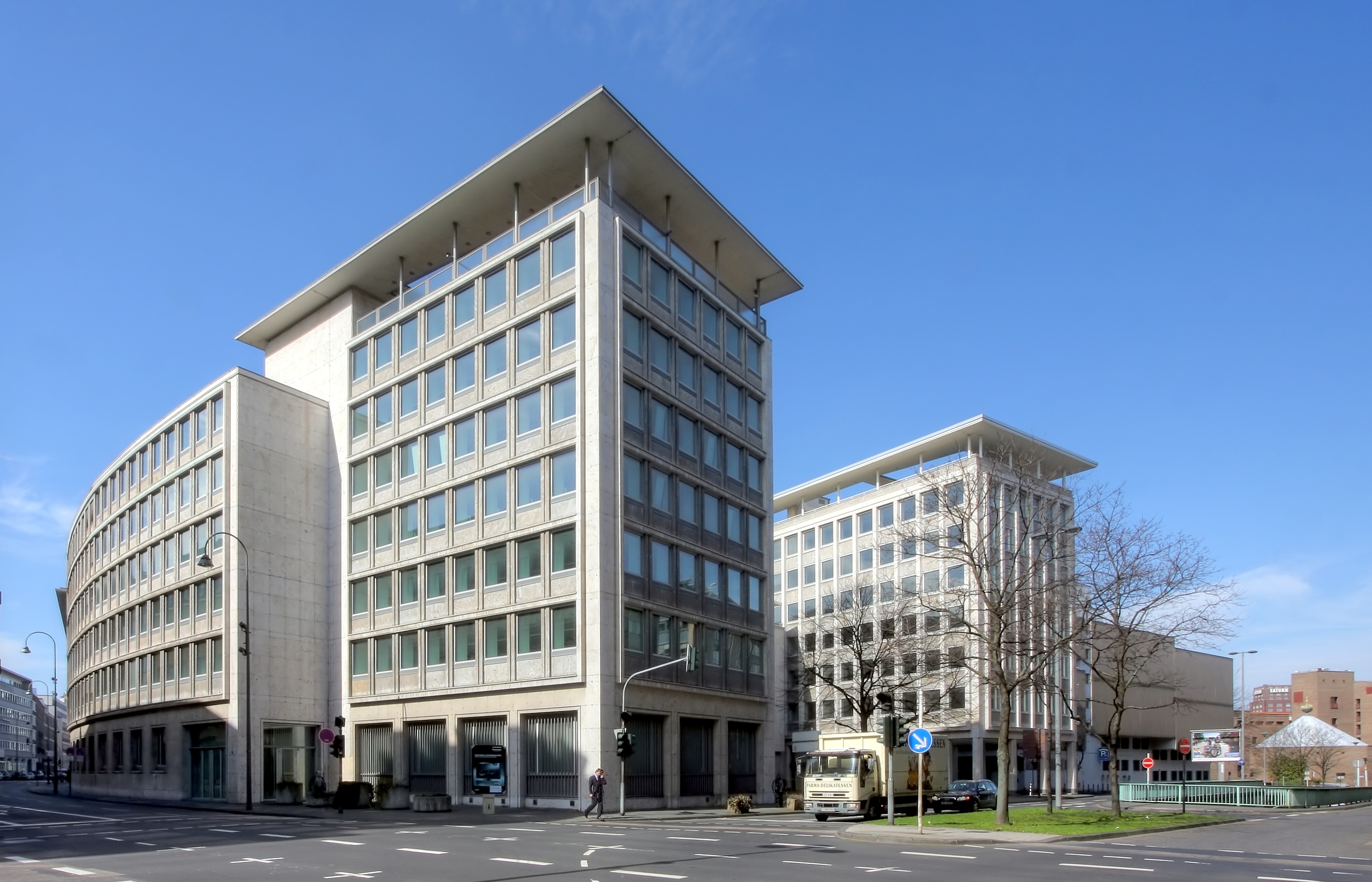
Ehemalige Gebäude der Herstatt-Bank. Der hintere Gebäudeteil stammt von Franz-Heinrich Sobotka & Gustav Müller, Baujahr: 1962/64

Koerfer vertrat in seinen Bauten einen modernen gemäßigten Konservatismus, wie ihn die Stuttgarter Schule ausgeprägt hatte. Auch als Innenarchitekt sind Werke von ihm überliefert, so z. B. die Bar des Kölner Tennis- und Hockey-Clubs Stadion Rot-Weiß.

## Bauten (Auswahl)
- 1936: Villa für die Witwe des Chirurgen Paul Frangenheim in Köln-Marienburg, Leyboldstraße 54b
- 1937: Geschäftshaus  Königshof für die DeFaKa in Essen (1977 abgerissen)
- vor 1951: Wohnhaus D. in Köln-Marienburg (mit Roland Weber)[6]
- 1952–1953: Verwaltungsgebäude der Kölnischen Rückversicherung in Köln, Theodor-Heuss-Ring (heute: Gen Re, mit Hermann von Berg)
- 1953: Filmtheater Studio im Westfalenhaus in Dortmund[7][8]
- 1954: Klubhaus für den KTHC Stadion Rot-Weiss im Kölner Stadtwald (mit Günter und Hans Bunge)
- 1954–1957: Gebäudegruppe Italienisches Kulturinstitut / Italienisches Generalkonsulat / Petrarca-Institut in Köln, Universitätsstraße
- 1955–1957: Bankgebäude der Herstatt-Bank in Köln, Unter Sachsenhausen (heute durch die Industrie- und Handelskammer zu Köln genutzt)